# Roberto Maytín
Roberto Maytín (* 2. Januar 1989 in Valencia) ist ein venezolanischer Tennisspieler.

## Karriere
Roberto Maytín spielt hauptsächlich auf der ATP Challenger Tour und der ITF Future Tour. Er feierte bislang 18 Doppelsiege auf der Future Tour. Auf der Challenger Tour gewann er bis jetzt sieben Doppelturniere. Zum 3. März 2014 durchbrach er erstmals die Top 200 der Weltrangliste im Doppel und seine höchste Platzierung war der 86. Rang im Juni 2015.
Roberto Maytín spielt seit 2007 für die venezolanische Davis-Cup-Mannschaft. Für diese trat er in acht Begegnungen an, wobei er im Einzel eine Bilanz von 0:1 und eine Doppelbilanz von 5:3 aufzuweisen hat.

## Erfolge
| Legende (Anzahl der Siege)  |
| Grand Slam                  |
| ATP World Tour Finals       |
| ATP World Tour Masters 1000 |
| ATP World Tour 500          |
| ATP World Tour 250          |
| ATP Challenger Tour (14)    |

### Doppel

#### Turniersiege
| Nr. | Datum              | Turnier       | Belag         | Partner                 | Finalgegner                       | Ergebnis           |
| --- | ------------------ | ------------- | ------------- | ----------------------- | --------------------------------- | ------------------ |
| 1.  | 1. März 2014       | Salinas       | Sand          | Fernando Romboli        | Hugo Dellien Eduardo Schwank      | 6:3, 6:4           |
| 2.  | 28. Juni 2014      | Padua         | Sand          | Andrés Molteni          | Guillermo Durán Máximo González   | 6:2, 3:6, [10:8]   |
| 3.  | 15. Februar 2015   | Santo Domingo | Sand          | Hans Podlipnik-Castillo | Romain Arneodo Benjamin Balleret  | 6:3, 2:6, [10:4]   |
| 4.  | 25. April 2015     | Santos        | Sand          | Máximo González         | Andrés Molteni Guido Pella        | 6:4, 7:64          |
| 5.  | 5. Juni 2016       | Fürth         | Sand          | Facundo Argüello        | Andrej Martin Sam Weissborn       | 6:3, 6:4           |
| 6.  | 12. Juni 2016      | Moskau        | Sand          | Facundo Argüello        | Aleksandre Metreweli Dmitri Popko | 6:2, 7:5           |
| 7.  | 11. Februar 2018   | San Francisco | Hartplatz (i) | Marcelo Arévalo         | Luke Bambridge Joe Salisbury      | 6:3, 6:75, [10:7]  |
| 8.  | 24. Februar 2018   | Morelos       | Hartplatz     | Fernando Romboli        | Evan King Nathan Pasha            | 7:5, 6:3           |
| 9.  | 4. August 2018     | Lexington     | Hartplatz     | Robert Galloway         | Joris De Loore Marc Polmans       | 6:3, 6:1           |
| 10. | 28. Oktober 2018   | Las Vegas     | Hartplatz     | Marcelo Arévalo         | Robert Galloway Nathan Pasha      | 6:3, 6:3           |
| 11. | 28. April 2019     | Tallahassee   | Sand          | Fernando Romboli        | Thai-Son Kwiatkowski Noah Rubin   | 6:2, 4:6, [10:7]   |
| 12. | 5. Mai 2019        | Savannah      | Sand          | Fernando Romboli        | Manuel Guinard Arthur Rinderknech | 6:75, 6:4, [11:9]  |
| 13. | 16. Juni 2019      | Columbus      | Hartplatz     | Jackson Withrow         | Hans Hach Verdugo Donald Young    | 6:74, 7:62, [10:5] |
| 14. | 29. September 2019 | Tiburon       | Hartplatz     | Robert Galloway         | JC Aragone Darian King            | 6:2, 7:5           |

#### Finalteilnahmen
| Nr. | Datum          | Turnier   | Belag     | Partner       | Finalgegner                     | Ergebnis |
| --- | -------------- | --------- | --------- | ------------- | ------------------------------- | -------- |
| 1.  | 6. August 2017 | Los Cabos | Hartplatz | Sergio Galdós | Juan Sebastián Cabal Treat Huey | 2:6, 3:6 |